# Karlskoga lasarett
Karlskoga lasarett är ett sjukhus i Karlskoga, som stod färdigt 1942. Lasarettet ersatte den tidigare sjukstugan i det så kallade "Rosa huset" på Kungsvägen som den primära vårdinrättningen inom Karlskogaområdet. 
Lasarettet är ett av tre länsdelssjukhus inom Region Örebro län, de övriga är Universitetssjukhuset i Örebro och Lindesbergs lasarett i Lindesberg.  Lasarettet har cirka 730 anställda och fungerar som ett akutsjukhus för västra delen av Örebro län, Karlskoga och Degerfors kommuner, och östra delen av Värmlands län, Kristinehamns, Storfors och Filipstads kommuner. Totalt bor cirka 70 000 invånare i området. Karlskoga lasarett har sex kliniker och 130 vårdplatser.
2012 fick Karlskoga lasarett ta emot utmärkelsen Svensk Kvalitet.